# Lumberland
Lumberland – miasto w Stanach Zjednoczonych, w stanie Nowy Jork, w hrabstwie Sullivan.